# Canton de Sauxillanges
Le canton de Sauxillanges était une division administrative française située dans le département du Puy-de-Dôme en région Auvergne. À la suite du redécoupage des cantons du département, appliqué par un décret, le canton n'existe plus ; ses communes intègrent désormais le nouveau canton de Brassac-les-Mines (son chef-lieu appartient à l'ancien canton de Jumeaux) ou le canton d'Issoire remanié.
Le nom de la ville chef-lieu se prononce Sauxillanges.

## Géographie
Ce canton est organisé autour de Sauxillanges dans l'arrondissement d'Issoire. Son altitude varie de 367 m (Parentignat) à 1 051 m (Vernet-la-Varenne) pour une altitude moyenne de 598 m.

## Histoire
- De 1833 à 1848, les cantons de Jumeaux et de Sauxillanges avaient le même conseiller général. Le nombre de conseillers généraux était limité à 30 par département[1].
- Les redécoupages des arrondissements intervenus en 1926 et 1942 n'ont pas affecté le canton de Sauxillanges.
- Le canton a été supprimé à la suite du redécoupage des cantons du Puy-de-Dôme, appliqué le 25 février 2014 par décret[2] :
- Bansat, Chaméane, Égliseneuve-des-Liards, Parentignat, Les Pradeaux, Saint-Étienne-sur-Usson, Saint-Genès-la-Tourette, Saint-Jean-en-Val, Saint-Martin-des-Plains, Saint-Quentin-sur-Sauxillanges, Saint-Rémy-de-Chargnat, Sauxillanges, Sugères, Usson, Varennes-sur-Usson et Vernet-la-Varenne intègrent le nouveau canton de Brassac-les-Mines ;
- Brenat intègre le canton d'Issoire.

## Représentation

### Conseillers généraux de 1833 à 2015
| Période | Période          | Identité                                           | Étiquette      | Qualité |
| ------- | ---------------- | -------------------------------------------------- | -------------- | --- |
| 1833    | 1848             | Jean Roux des Marandes (1791-1871)                 |                | Maire de Varennes-sur-Usson                                                                                      |
| 1848    | 1867             | Robert Faugières (décédé en 1873)                  |                | Notaire, maire de Vernet-la-Varenne                                                                              |
| 1867    | 1880             | Edmond Goutay                                      | Droite         | Notaire, maire de Sauxillanges                                                                                   |
| 1880    | 1883             | Jean Chantagrel                                    | Rad.           | Enseignant, docteur en droit Député (1885-1889) Sénateur (1898-1907)                                             |
| 1883    | 1893 (décès)     | Maurice Blaize Brun                                | Républicain    | Notaire, maire de Sauxillanges                                                                                   |
| 1893    | 1903 (démission) | Pierre Vincent Francisque Brun (fils du précédent) | Républicain    | Notaire, maire de Sauxillanges                                                                                   |
| 1903    | 1910             | Jean Barrière                                      | Rad.           | Maire de Sauxillanges                                                                                            |
| 1910    | 1914 (démission) | Joseph Python                                      | RG             | Avocat - Député (1910-1914)                                                                                      |
| 1914    | 1919             | Jean Barrière                                      | Rad.           | Maire de Sauxillanges                                                                                            |
| 1919    | 1938             | Guillaume Sauvadet                                 | Rad.           | Négociant Maire du Vernet-la-Varenne                                                                             |
| 1938    | 1940             | Henry Andraud                                      | SFIO puis PSdF | Maire d'Égliseneuve-d'Entraigues Député (1928-1942) Sous-secrétaire d'État (1937-1938)                           |
|         |                  |                                                    |                | |
| 1945    | 1949             | Antonin-Pierre Mazet                               | SFIO           | Médecin à Sauxillanges, ancien conseiller d'arrondissement                                                       |
| 1949    | 1967             | Ferdinand-Félix Laroche (1901-1985)                | RI             | Maire de Vernet-la-Varenne                                                                                       |
| 1967    | 1973             | Abel Gauthier                                      | SFIO puis PS   | Agriculteur Maire d'Orbeil Sénateur (1965-1974)                                                                  |
| 1973    | 1979             | Raoul Mazet                                        | RI puis UDF-PR | Agent général d'assurances, huissier de justice Maire de Sauxillanges                                            |
| 1979    | 1998             | André Brugère (1925-2002)                          | PS             | Agriculteur Maire de Saint-Rémy-de-Chargnat                                                                      |
| 1998    | 2015             | Bernard Sauvade                                    | PS puis DVG    | Professeur d'enseignement technique Ancien maire de Sauxillanges Elu en 2015 dans le Canton de Brassac-les-Mines |

### Conseillers d'arrondissement (de 1833 à 1940)
| Période                                  | Période          | Identité                               | Étiquette | Qualité |
| ---------------------------------------- | ---------------- | -------------------------------------- | --------- | --- |
| 1833                                     | 1839             | François Marie Christophle (1793-1873) |           | Avocat à Sauxillanges                                                                                       |
| 1839                                     | 1845             | Benoit Lhéritier                       |           | Juge de paix à Vernet-la-Varenne                                                                            |
| 1845                                     | 1848             | Antoine Matussières-Dupeyraud          |           | Ancien Sous-Préfet, propriétaire à Sauxillanges                                                             |
| 1848                                     | 1852             | Barthélemy Montéloy                    |           | Médecin à Sauxillanges                                                                                      |
| 1852                                     | 1867             | Jean-Baptiste-Edmond Goutay            |           | Notaire, maire de Sauxillanges                                                                              |
| 1867                                     | 1880             | Henry Chabrier                         |           | Maire de Saint-Genès-la-Tourette                                                                            |
| 1880                                     | 1886             | Auguste Chassaing                      |           | Maire de Saint-Étienne-sur-Usson                                                                            |
| 1886                                     | 1893 (démission) | Guillaume Coupat                       |           | Propriétaire à Vernet-la-Varenne                                                                            |
| 10 sept. 1893                            | 1895             | Antoine Beaulieu                       |           | Maire de Saint-Martin-des-Plains                                                                            |
| 1895                                     | 1900 (décès)     | François-Armand Henry                  |           | Directeur d'école à Clermont-Ferrand                                                                        |
| 25 mars 1900                             | 1904             | Jean Barrière                          |           | Boucher à Sauxillanges                                                                                      |
| 1904                                     | 1913             | François Rouvet                        | Radical   | Maire de Chaméane                                                                                           |
| 1913                                     | ap.1931          | Antoine Boughon (1869-?)               | SFIO      | Cultivateur, maire de Brenat                                                                                |
| ?                                        | 1937             | Antonin-Pierre Mazet (1894-1950)       | Soc.ind.  | Médecin du service des enfants assistés, Sauxillanges                                                       |
| 1937                                     | 1940             | M. Brionnet                            | RG        | Propriétaire à Sauxillanges                                                                                 |
| 1940                                     |                  |                                        |           | Les conseils d'arrondissement ont été suspendus par la loi du 12 octobre 1940 et n'ont jamais été réactivés |
| Les données manquantes sont à compléter. |                  |                                        |           | |

## Composition
Le canton de Sauxillanges groupait 17 communes et comptait 6 545 habitants en 2012 (population municipale).
| Nom                            | Code Insee | Intercommunalité        | Population (dernière pop. légale) |
| ------------------------------ | ---------- | ----------------------- | --------------------------------- |
| Sauxillanges (chef-lieu)       | 63415      | CA Agglo Pays d'Issoire | 1 225 (2014)                      |
| Bansat                         | 63029      | CA Agglo Pays d'Issoire | 248 (2014)                        |
| Brenat                         | 63051      | CA Agglo Pays d'Issoire | 607 (2014)                        |
| Chaméane                       | 63078      | CA Agglo Pays d'Issoire | 149 (2014)                        |
| Égliseneuve-des-Liards         | 63145      | CA Agglo Pays d'Issoire | 140 (2014)                        |
| Parentignat                    | 63270      | CA Agglo Pays d'Issoire | 503 (2014)                        |
| Les Pradeaux                   | 63287      | CA Agglo Pays d'Issoire | 329 (2014)                        |
| Saint-Étienne-sur-Usson        | 63340      | CA Agglo Pays d'Issoire | 284 (2014)                        |
| Saint-Genès-la-Tourette        | 63348      | CA Agglo Pays d'Issoire | 177 (2014)                        |
| Saint-Jean-en-Val              | 63366      | CA Agglo Pays d'Issoire | 358 (2014)                        |
| Saint-Martin-des-Plains        | 63375      | CA Agglo Pays d'Issoire | 143 (2014)                        |
| Saint-Quentin-sur-Sauxillanges | 63389      | CA Agglo Pays d'Issoire | 106 (2014)                        |
| Saint-Rémy-de-Chargnat         | 63392      | CA Agglo Pays d'Issoire | 552 (2014)                        |
| Sugères                        | 63423      | CA Agglo Pays d'Issoire | 611 (2014)                        |
| Usson                          | 63439      | CA Agglo Pays d'Issoire | 271 (2014)                        |
| Varennes-sur-Usson             | 63444      | CA Agglo Pays d'Issoire | 273 (2014)                        |
| Vernet-la-Varenne              | 63448      | Agglo Pays d'Issoire    | 703 (2014)                        |

## Démographie
| 1962  | 1968  | 1975  | 1982  | 1990  | 1999  | 2006  | 2011  | 2012  |
| ----- | ----- | ----- | ----- | ----- | ----- | ----- | ----- | ----- |
| 6 138 | 5 848 | 5 599 | 5 475 | 5 510 | 5 647 | 6 205 | 6 484 | 6 545 |